# Яя (Росія)
Я́я (рос. Яя) — селище міського типу, центр Яйського округу Кемеровської області, Росія.

## Географія
Розташоване на річці Яя, притоці Чулиму.

### Клімат
Клімат в Яя помірно-континентальний, зима холодна і тривала, літо нетривале, тепле і вологе.
| Клімат Кемерово за період 2001-2011 рр. | Клімат Кемерово за період 2001-2011 рр. | Клімат Кемерово за період 2001-2011 рр. | Клімат Кемерово за період 2001-2011 рр. | Клімат Кемерово за період 2001-2011 рр. | Клімат Кемерово за період 2001-2011 рр. | Клімат Кемерово за період 2001-2011 рр. | Клімат Кемерово за період 2001-2011 рр. | Клімат Кемерово за період 2001-2011 рр. | Клімат Кемерово за період 2001-2011 рр. | Клімат Кемерово за період 2001-2011 рр. | Клімат Кемерово за період 2001-2011 рр. | Клімат Кемерово за період 2001-2011 рр. | Клімат Кемерово за період 2001-2011 рр. |
| Показник                                | Січ.                                    | Лют.                                    | Бер.                                    | Квіт.                                   | Трав.                                   | Черв.                                   | Лип.                                    | Серп.                                   | Вер.                                    | Жовт.                                   | Лист.                                   | Груд.                                   | Рік                                     |
| Абсолютний максимум, °C                 | 6,0                                     | 5,4                                     | 12,9                                    | 26,3                                    | 34,1                                    | 34,9                                    | 33,9                                    | 34,4                                    | 31,6                                    | 24,5                                    | 12,7                                    | 5,4                                     | 34,9                                    |
| Середня температура, °C                 | −18,9                                   | −15,4                                   | −6,3                                    | 2,3                                     | 11,9                                    | 17,4                                    | 18,6                                    | 15,9                                    | 10,1                                    | 3,1                                     | −5,6                                    | −15,9                                   | 1,9                                     |
| Середній мінімум, °C                    | −23,2                                   | −20,2                                   | −11,4                                   | −3                                      | 4,9                                     | 11,3                                    | 13,0                                    | 10,4                                    | 5,0                                     | −0,8                                    | −9                                      | −20,2                                   | −3,6                                    |
| --------------------------------------- | --------------------------------------- | --------------------------------------- | --------------------------------------- | --------------------------------------- | --------------------------------------- | --------------------------------------- | --------------------------------------- | --------------------------------------- | --------------------------------------- | --------------------------------------- | --------------------------------------- | --------------------------------------- | --------------------------------------- |
| Джерело: Дані з сайту "Погода і Клімат" |                                         |                                         |                                         |                                         |                                         |                                         |                                         |                                         |                                         |                                         |                                         |                                         |                                         |

## Історія
Виникло в 1897 році у зв'язку з будівництвом залізниці. Статус робітничого селища — з 1934.
Перше поселення на території селища мало назву Шигарка і утворилося на місці поселення селькупів. У переписній книзі Томського повіту за 1701 рік є дані про Шигарку (Ф. 214, кн. 1279). Житель селища В. М. Пономарьов, рід якого протягом багатьох поколінь живе в Яї, стверджує, що його прадід Федосій народився в Шигаркі в 1771 році. У переписі населення 1859 року зазначено, що в Шигарці проживало 213 чоловіків і 145 жінок. На думку краєзнавців, діюче кладовище на краю вул. Зарічній використовується з 1600 року.
Другим і більшим поселенням була Жарковка, розташована на високому лівому березі Яї. Вона розвивалася швидше і згодом Шигарка стала її частиною. Нараховувалось 358 жителів і 63 дворища. Всі вулиці були паралельні річці. За міркам того часу Жарковка була великим сибірським селом. В 1861 році була побудована церква, відтоді Жарковка стала селом Жарковське. В 1893 році в ньому проживало 555 осіб, було 117 дворів. Відкрито двокласне училище.
В 1894 році побудований залізничний міст. Для захисту від розмиву весняним паводком було вирішено укріпити берега біля мосту великими каменями в декілька шарів. Під час будівництва залізничної дороги в селищі відкрились гравійні кар'єри, де зараз розташовані автостанція, стадіон, озеро Анжерське і вулиця Кар'єр. На видобутку примусово працювало до 400 людей.
Під час будівництва Транссибірської магістралі в 1891—1895 роках був влаштований роз'їзд Яя. Назва, напевно, дана будівельниками за назвою річки.
В 1934 році керівництво Анжеро-Судженської міськради вирішило утворити на місці населених пунктів довкола станції Яя одне робітниче селище. Постановою № 1644 від 22.07.1934 р. із залізничної станції Яя, території лісозаводу і села Жарковського утворене робітниче селище Яя.

## Населення
Населення — 11688 осіб (2010; 13575 у 2002).

## Господарство
- рос. ЗАО «Кузбасстрой» (піщано-гравійні суміші, пісок) — виготовляють нерудні матеріали, що використовуються як великий і дрібний заповнювач для бетону, збірних і монолітних залізобетонних конструкцій, дорожніх бетонів, баластування залізничних шляхів[джерело не вказане 3053 дні][3].
- рос. ООО НПЗ «Северный Кузбасс» — виробництво коксу, нафтопродуктів.
- рос. ООО «Лесинвест Яя» — підприємство з 1891 року здійснює заготівлю й переробку деревини. Має велику виробничу базу.
- Яйський нафтопереробний завод[ru]

### Освіта
В Яї розташовано три середні загальноосвітні школи: школи № 1, № 2 та № 3, а також корекційна школа. Крім того, в селищі є центр дитячої творчості, дитяча школа мистецтв, МКДЦ «Фенікс», РДК. Наявні спортивні школи: «Спорткомплекс», «Альбатрос» і при стадіоні «Промінь».

## В літературі
В селищі відбуваються події повісті радянського письменника Віля Ліпатова «Ліда Вараксіна», хоча в творі автор перемішує селище Яя на річку Чулим.